# Barca (Negreira)
Barca ist ein Weiler in der Provinz A Coruña der Autonomen Gemeinschaft Galicien, administrativ gehört er zur Gemeinde Negreira. 